# بدیع‌الزمان همدانی
احمد بن حسین همدانی شهرت‌یافته و لقب‌گرفته به بَدیعُ‌الزَّمان همدانی (۱۳ جمادی‌الثانی ۳۵۸، همدان – ۱۱ جمادی‌الثانی ۳۹۸، هرات) (نسب:ابوالفضل احمد بن حسین بن یحیی بن سعید بن بشر) کاتب عربی برجستهٔ ایرانی در نیمهٔ دوم سدهٔ چهارم قمری بود که به‌ویژه از برای مقاماتش شناخته می‌شود و شعر عربی نیز می‌سُرود. او را بنیان‌گذار مقامه‌نویسی در ادبیات عربی می‌دانند؛ از چهارصد مقامهٔ او، جز ۵۲ به‌جا نمانده است که در ۱۹۱۵م به انگلیسی ترجمه شد. دیوان شعر و مجموعهٔ رسائل(نامه‌ها) نیز از آثار اوست که بارها چاپ و بازچاپ شده‌است.

برخی از زندگی‌نامه‌نویسان عصرش مانند ابومنصور ثعالبی نوشته‌اند که او پُرشتاب‌ترین هم‌روزگارانش در بدیهه‌پردازی با نیروی حافظهٔ قوی شگفت‌آور وصف کرده‌اند تا حدی که مَضربِ مثل در به‌یادسپاری بود؛ اگر بر او قصیده‌ای فارسی خوانده می‌شد، همان‌جا آن را به عربی برمی‌گرداند. همچنین او را خوش‌چهره، نازک‌روح، قوی‌دل، در دوستی شیرین و در دشمنی تلخ، اما در ظاهر خودخواه و مغرور توصیف کرده‌اند. بسیار پرهیزکار و هوادار اهل سنت و جماعت، گراینده به معتزله، دوستدار عرب و نکوهندهٔ شعوبیان بود.

## زندگی‌نامه
در همدان تحصیل کرد و علوم ادب عرب را نزد ابن فارس رازی آموخت. در سال ۳۸۰ قمری در سن ۲۲ سالگی به ری و به محضر صاحب بن عباد درآمد. سپس به گرگان و سپس در سال ۳۸۲ به نیشابور رفت و شهرتش بیشتر شد. در آنجا با ابوبکر خوارزمی دیدار کرد و منازعهٔ آن‌ها به مفاخرت کشید و در این وقت شهرتش عالمگیر شد، و چون خوارزمی وفات یافت یکه‌تاز میدان شد. در سال ۳۸۳ از نیشابور بیرون رفت و مدتی در شهرهای مختلف خراسان به مدح امیران و بزرگان پرداخت.
او مسلمان و اهل سنت، شافعی بوده‌است.
بدیع الزمان پس از سیاحت در بلاد خراسان به سیستان رفت و در آنجا نزد خلف بن احمد مقام شامخی کسب نمود و از رسائل بدیع‌الزمان چنین استنباط می‌شود که این امیر دانشمند و با تدبیر بوده و شخصیت ممتازی داشته‌است و شاید همین امر موجب گشته‌است که بدیع الزمان شش مقامه بر مقامات خویش بیفزاید و در آن‌ها از فضل و کمال این امیر سخن بگوید، با این همه بدیع الزمان از این امیر نیز ملول شد و از او اجازت خواست که به هرات مسافرت کند. پس بدیع‌الزمان در هرات که آن زمان تابع دولت غزنوی بود، رحل اقامت افکند و چه بسا از این راه می‌خواست بدرگاه محمود غزنوی صاحب فتوحات درخشان در هند راه یابد و در شمار نویسندگان و خاصگان او درآید و چنان‌که ثعالبی گفته‌است وی به نزد محمود غزنوی رفت و در قصیده او را مدح گفت. بدیع‌الزمان دربار محمود را نیز برای نیل به آمال خود چندان مناسب ندید و بارگاه سلطان غزنوی نتوانست او را پای‌بند کند به همین جهت پس از مدتی وی به هرات بازگشت و در آنجا با دختر مردی دختر یکی از ثروتمندان شهر بنام (الخشنامی) ازدواج کرد و صاحب چند فرزند شد. بدیع‌الزمان باقی عمر کوتاه خود را در هرات ساکن شد.
در کیفیت وفات وی پژوهشگران و دانشمندان از متقدمان و متأخران اختلاف نظر دارند، برخی برآنند که وی را مسموم کردند و شاید این قول صحیح‌تر باشد زیرا وی چنان‌که می‌دانیم فحاش و بی‌پروا بود و در سراسر عمر خود بسیاری از امیران و فاضلان و قاضیان را هجو گرفت و از این راه دشمنان بی‌شماری پیدا کرد و دور نیست که به نیرنگ یکی از همین دشمنان مسموم شده‌است. برخی دیگر معتقدند که بدیع‌الزمان پیش از مرگش مدفون گردید. به این نحو که او سکته کرد و مردم او را به گمان اینکه مرده‌است، به خاک سپردند ولی چون شب فرا رسید، صدای او را از گور شنیدند اما هنگامی‌که قبر را شکافتند، بدیع‌الزمان در حالی که ریشش را بر دست گرفته بود، درگذشته بود. مرگ وی در سال ۳۹۸ هجری قمری در هرات بوده‌است.

### اعتقادات
گرایش ضد شعوبی داشت و تألیفات خود را به زبان عربی می‌نوشت.

## آثار بدیع
بدیع‌الزمان مبتکر مقامه‌نویسی است و در این فن در زبان‌های عربی و فارسی و ترکی و عبری مقلدان بسیار داشت که از بنام‌ترین آنان حریری، صاحب مقامات حریری است. در کتاب مقامات او که آمیزه‌ای از طنزپردازی و بدیهه‌سازی و تمثیل‌آفرینی است، قهرمان حکایت‌ها که مردی فاضل و جهان‌دیده و فهمیده است به سبب قدرنشناسی مردم و نادرستی نظام اجتماعی، به کلاشی و اخاذی و حیله‌گری روزگار می‌گذراند.
از بدیع الزمان سه اثر به شرح ذیل باقی مانده‌است:
1. دیوان شعر بدیع‌الزمان مشتمل بر اشعار عربی و ملمعات که در قاهره به سال ۱۳۲۱ هجری (۱۹۰۳ میلادی) به چاپ رسیده‌است.
2. رسائل بدیع‌الزمان که شمار آن‌ها ۲۳۳ رساله‌است و از مجموع آن‌ها نسخ خطی متعدد باقی مانده‌است و فاضلان برای اطلاع از آن‌ها می‌توانند به جلد دوم از تاریخ ادبیات عربی، تألیف کارل بروکلمان مراجعه کنند. رسائل بدیع‌الزمان چندین بار چاپ شده از جمله در بیروت بسال ۱۹۲۱ میلادی و در سال ۱۲۹۸ قمری در استانبول.
3. مهم‌ترین اثرش به عربی مقامات است که نخستین بار به همراه شرح آن، در سال ۱۸۸۹ میلادی در بیروت به طبع رسید. شمار آن‌ها ۵۱ مقامه‌است. از مقامات بدیع‌الزمان نسخ خطی متعدد در کتابخانه‌های مختلف دنیا مانند فرانسه، آلمان، ترکیه باقی مانده‌است و آن چندین بار در نقاط مختلف جهان چاپ شده است، از جمله در سال ۱۸۸۹ در بیروت با شرح شیخ محمد عبده و یک‌بار هم در ایران به سال ۱۲۹۵ قمری با چاپ سنگی به چاپ رسیده‌است.[۱۵]